# Ulf Weiß-Vogtmann
Ulf Weiß-Vogtmann (* 10. Januar 1900 in Berlin; † 27. Oktober 1989 in Friedrichsdorf am Taunus) war ein deutscher Flug- und Ballonsportpionier. Er gilt als Erfinder des Schleudersitzes für Flugzeuge.

## Leben
Ulf Weiß-Vogtmann stammte aus der im Siegerland und Sauerland bekannten Unternehmerfamilie Weiß. Er war das älteste von vier Kindern aus der Ehe des Frauenarztes Oskar Weiß (1873–1952) aus Hilchenbach und seiner Ehefrau Agnes geb. Vogtmann.
Weiß-Vogtmann bekam als Soldat und Freiheitskämpfer mehrere  Tapferkeitsauszeichnungen. 1919 war er an der Niederschlagung des Spartakusaufstandes und des kurz darauf folgenden Generalstreiks beteiligt. In diesem Zusammenhang, so behauptete 1964 der Journalist und Offizier des Ministeriums für Staatssicherheit, Julius Mader, sei Weiß-Vogtmann auch an der Ermordung Karl Liebknechts und Rosa Luxemburgs beteiligt gewesen; allerdings ließ sich hierfür kein Beleg finden.
Bald darauf kämpfte Weiß-Vogtmann im Baltikum und war an der Befreiung Rigas von den Bolschewisten beteiligt. Bereits mit 19 Jahren wurde er persönlicher Adjutant von Pawel Bermondt-Awaloff, dem Befehlshaber der sogenannten Westrussischen Befreiungsarmee im Russischen Bürgerkrieg. 1921 war er dabei, als der (aus Freikorps gebildete) Selbstschutz Oberschlesien (SSOS) während der polnischen Aufstände den St. Annaberg stürmte.
Wie sein Vater war Ulf Weiß-Vogtmann ein begeisterter Ballonsportfahrer. Bekannt als Ballonspringer wurde er erstmals 1926 auf dem Flughafen Berlin-Staaken. Mit einem feuergefährlichen wasserstoffgasgefüllten Ballon erreichte er später eine Höhe von 800 m und eine Weite von 30 km, was einen inoffiziellen Weltrekord darstellte.
1934 erfand Ulf Weiß-Vogtmann einen Katapult-Flugzeugschleudersitz, aus dem sich die heutigen Schleudersitze für Piloten entwickelten. Allerdings meldete er nie ein Patent hierfür an. Der Ende 1942 in Dienst gestellte Nachtjäger Heinkel He 219 war als weltweit erstes Flugzeug serienmäßig mit Schleudersitz ausgestattet.
1935 heiratete Ulf Weiß-Vogtmann in Berlin Luise Nessenius (1899–1986); aus der Ehe stammte der Sohn Ulf Albert Weiß-Vogtmann (1936–2014). Ulf Weiß-Vogtmann, der seinen Wohnsitz lange in Berlin hatte, bereiste die meisten Erdteile und war mit zahlreichen Flug- und Weltraumpionieren befreundet, darunter Rudolf Nebel und Wernher von Braun. Von einem anderen prominenten Freund, dem legendären „Seeteufel“ Felix Graf von Luckner, mit dem er die Abneigung gegen den Nationalsozialismus teilte, erhielt er den Spitznamen „Ahoi“, was für „Adolf Hitler ohne Interesse“ stand.
In seinen späteren Lebensjahren kehrte er der Zivilisation weitgehend den Rücken und lebte die meiste Zeit (außer im Winter) wie ein Eremit in der sogenannten „Ahoi-Hütte“, einer von seinem Vater geerbten Waldhütte im Wehbachtal auf dem Giller am Rothaarsteig. Hier empfing er häufig Freunde sowie Persönlichkeiten der Zeitgeschichte. Auch als Erfinder machte er weiter von sich reden; noch 1970 meldete er zwei Gebrauchsmuster für das Alltagsleben an. Seinen Lebensabend verbrachte Weiß-Vogtmann in einem Pflegeheim in Friedrichsdorf am Taunus, wo er 1989 verstarb. Er wurde in der Familiengruft in Hilchenbach bestattet.